# Академія економічних наук України
Академія економічних наук України (АЕНУ) — громадська організація, заснована установчою конференцією 25 червня 1993 року в м. Донецьку, зареєстрована як всеукраїнське об'єднання громадян в Міністерстві юстиції України 23 липня 1993 р. (свідоцтво про реєстрацію № 480). Об'єднує на добровільних засадах провідних вчених-економістів, керівників підприємств, фахівців-практиків (економістів, фінансистів, бухгалтерів, статистиків, інженерів, юристів, фахівців сільського господарства та інших галузей), організаторів виробництва, політиків України на основі спільності професійно-наукових інтересів.

## Керівництво
Вищий орган — Загальні Збори, центральний виконавчий орган — Президія, яку очолює Президент АЕН України. Президенти АЕНУ:
- 1993—2011 рр. — академік НАН України Микола Григорович Чумаченко.
- з 2011 р. — Президент Академії економічних наук України — Олександр Іванович Амоша

Вища нагорода — золота медаль імені М. І. Туган-Барановського. Місцезнаходження центрального виконавчого органу — Президії Академії економічних наук України — м. Київ.

## Діяльність
Мета створення і завдання Академії економічних наук України:
Академія має своєю метою сприяння розвитку фундаментальних та прикладних економічних наук для ефективного господарського становлення держави України шляхом консолідації інтелектуального потенціалу вчених, політиків, урядовців, керівників підприємств, фахівців народного господарства та захист спільних інтересів її членів.
Завданнями Академії є: сприяння створенню умов для активної професіної діяльності своїх членів, розвитку співробітництва економістів, працюючих у різних галузях теоретичних та прикладних наук; сприяння проведенню наукових досліджень з метою удосконалення організаційних та економічних механізмів господарювання в умовах ринкової економіки, виконання інших наукових розробок; зміцнення зв'язків між економічною наукою, освітою та практикою; безпосередня участь в розробці програм економічного та соціального ровзитку України; сприяння розробці та впровадженню законів та заходів економічного розвитку України, підготовці та перепідготовці економічних кадрів; розробка науково обґрунтованих рекомендацій, навчально-тематичних планів та програм по організації та вдосконаленню економічної освіти; сприяння встановленню ділового співробітництва з економістами іноземних держав, здійснення обміну делегаціями економістів; підтримка міжнародних зв'язків, наукового та практичного співробітництва з вченими-економістами іноземних країн; сприяння інтеграції національної економічної науки в світову; надання підтримки, зокрема матеріальної, здібній молоді, науковим та практичним працівникам у тому числі тимчасово не працюючим в умовах ринку.
З метою виконання своїх статутних завдань Академія в порядку, передбаченому чинним законодавством України: використовує нові форми організації праці вчених-економістів та творчих колективів, співпрацює з науково-дослідними інститутами, вищими та середніми спеціальними навчальними економічними закладами; організує та проводить наукові конференції, семінари, симпозіуми, здійснює видавничу діяльність та надає консультативну допомогу.

Основні чинники, які вимагали створення об'єднання вчених-економістів в (АЕНУ) такі:
- По-перше, об'єднання значної кількості провідних учених-економістів, які організаційно не входять до складу Національної академії наук, як для організації сумісної роботи, так і для ширшого обговорення одержаних результатів досліджень.
- По-друге, статутним завданням Національної академії наук є переважно проведення фундаментальних досліджень. Об'єднавшись з видатними виробничниками, банкірами, бізнесменами та практиками в Академію економічних наук України, провідні вчені-економісти, у тому числі й члени та працівники установ НАН України (а серед них і такі видатні вчені, як академіки НАН України Лукінов І. І., Долішній М. І., Геєць В. М., Чумаченко М. Г., Чухно А. А., академік Академії аграрних наук Саблук П. Т. та ін.), повинні були (а як показало життя, так воно й сталося) зосередити зусилля на проведенні прикладних досліджень.
- Третім чинником було те, що ряд напрямків дослідження економічних процесів або зовсім не охоплюються економічними установами НАН України, або досліджуються вкрай недостатньо.

Окремі вагомі результати діяльності АЕН України:
- Академія є співзасновником ряду видань, у тому числі трьох фахових видань ВАК України. Академія з 2002 р. видає науковий журнал «Вісник економічної науки України»[1] (до 2004 р. "Вісник Академії економічних наук України). Академія — партнер аналітично-інформаційного фахового журналу «Схід». Згідно зі Статутом, одним із найважливіших завдань роботи АЕНУ Президія академії вважає своєчасне інформування органів державного управління про економічну ситуацію, що складається в державі і підготовка рекомендацій щодо її поліпшення.[2] Цю роботу члени АЕНУ виконують головним чином через названі наукові фахові видання.
- У 2008 році АЕН України разом з НАН України підготовлено і видано друком фундаментальну монографію: Майбутнє України: стратегія поступу. Монографія. — Донецьк: НАН України, ІЕП, АЕН України, 2008. — 304 с. У цій колективній науковій праці, за словами Президента АЕН України М. Г. Чумаченка, запропоновано: «новий курс, який має змінити антисоціальне обличчя українського капіталізму… базується на … посиленні координувальної ролі держави в стимулюванні інновацій і інвестицій у розвиток науки, освіти, охорони здоров'я, в навколишнє середовище, тобто у фундаментальні чинники розвитку людського й інтелектуального капіталу нації.»[2]
- Членами Академії за роки її існування підготовлено, обговорено на загальних зборах, роздруковано та надіслано до вищих державних керівних органів ряд наукових доповідей, зокрема:
  - «Економічна ситуація в Україні: стан та шляхи розвитку» (1994 р.),
  - «Приватизація в Україні: стан та шляхи розвитку» (1996 р.),
  - «Стабілізація економічного стану в Україні: досвід та проблеми» (1997 р.),
  - «Проблеми соціально-економічного відродження регіонів» (1999 р.),
  - «Інвестиційна політика в Україні: досвід, проблеми, перспективи» (2003 р.),
  - «Реформування аграрного сектора економіки України» (2010),
  - Глобальна економічна криза 2008—2010 років: світовий досвід та шляхи подолання в Україні (2010),
  - «Аграрний сектор України: інституційні засади подальших трансформацій» (2011 р.).
- Членами АЕН України підготовлено і видано друком ряд монографій, підручників, навчальних посібників, збірників наукових праць тощо.
- Започатковано і розвинутоворчі зв'язки членів академії із зарубіжними вченими, у тому числі з вченими Росії, інших країн СНД, ЄС, Великої Британії, Нідерландів, Німеччини та інших країн.[3] Зокрема, Асоціація економістів-міжнародників (секція АЕН України) залучала до участі в міжнародних наукових семінарах і конференціях провідних вчених Московської фінансової академії, Ризького технічного університету, Білоруського державного університету, Білоруського торговельно-економічного університету споживчої кооперації, Господарської академії ім. Д. А. Ценова (Болгарія), Ростовського державного університету, Сандерлендського і Ноттінгемського університетів (Велика Британія), Університету міста Барі (Італія), Каунаського технічного університету (Литва).[4]
- АЕН України у 2010 р. вийшла з ініціативою підготовки проектів законів «Про систему виконавчої влади в Україні», «Про центральні публічні адміністрації», «Про здійснення територіального адміністрування», «Про місцеві публічні адміністрації», а також «Процедурний кодекс діяльності публічних адміністрацій».[4]
- За період 05.2010-05.2011 найбільш вагомими результатами діяльності АЕН України Президія академії вважає:
  - «аналіз причин і наслідків фінансово-економічної кризи в Україні, її основних тенденцій у сфері державних фінансів, у банківському секторі, фондовому ринкута зовнішньоторговельних відносинах;
  - пропозиції до обґрунтування напрямів державної політики, спрямованої на стабілізацію економіки в2010–2011 pp. на основі зміцнення банківської системи, вдосконалення оподаткування та раціоналізації бюджетних видатків;
  - підготовлені аналітичні матеріали до Адміністрації Президента України та Кабінету Міністрів України з проблем реформування податкової системи та розробки проектів Податкового та Бюджетного кодексів.»[5]

## Структура

### Відділи
- Економічної теорії
- Економіки регіонів та соціальної інфраструктури
- Економіки виробничої сфери
- Економіки агропромислового комплексу
- Статистики, обліку та фінансів
- Економіки народонаселення, демографії та економки праці
- Економіки природокористування та охорони навколишнього середовища
- Управління та економіко-математичних методів
- Світової економіки та зовнішньоекономічної діяльності

## Головна відзнака
Золота́ меда́ль і́мені М. І. Туга́н-Барано́вського — головна відзнака Академії економічних наук України.
Присуджується за значні досягнення в галузі економічної науки.

### Опис медалі
Золота медаль імені М. І. Туган-Барановського виготовляється з легкого сплаву жовтого кольору. Форма медалі — кругла. Зображення рельєфні.
- Діаметр основного елемента медалі 32 мм.
- На лицевій стороні медалі зобреження в профіль і напис по колу «М. І. Туган-Барановський».
- Зворотний бік медалі містить Тризуб і напис «Академія економічних наук України».
- На верхівці медалі є кільце з вушком, яке сполучається з планкою медалі.
- Планка медалі являє собою прямокутну металеву пластинку з такого ж металу, що і основна медаль, із зображенням дубової гілочки. Розмір планки: висота — 12 мм, ширина — 23 мм.

### Нагороджені
| Нагороджений                   | Дата           |
| Швайка Михайло Андрійович      | травень 2002   |
| Білецький Володимир Стефанович | 2010           |
| Пешко Анатолій Володимирович   | 11 травня 2012 |